# Anasillus crinitus
Anasillus crinitus – gatunek chrząszcza z rodziny kózkowatych i podrodziny zgrzypikowych. Jedyny przedstawiciel rodzaju Anasillus.

## Zasięg występowania
Ameryka Południowa, występuje w Kolumbii oraz w Peru.